# Måvens og Peder får samtalekøkken
Måvens og Peder får samtalekøkken er et radiodrama af den danske dramatiker og forfatter Line Knutzon. Det havde premiere på Danmarks Radio den 11. december 2005. Det er det sjette radiodrama om de to antihelte Måvens og Peder. Radiodramaet er instrueret af Emmet Feigenberg med teknik af Solveig Berger.

## Handling
Måvens (Mikael Birkkjær) er gået fallit og har trods slankekur og træning taget 60 kg på. Da han under træningen bliver ringet op af en forvirret Gallup-medarbejder ved navn Katja (Rebekka Owe), får han nok. Han beslutter at lægge sig til at dø i sin alkove, men netop som han har skrevet en sidste hilsen i sin dagbog, ringer hans bedste ven Peder (Søren Sætter-Lassen), og de aftaler at mødes i Måvens' slikbutik.
I slikbutikken fortæller Peder, at han har fremlejet pæretræet, som han normalt bor i, de næste fem år og mangler et sted at bo. Måvens går modstræbende med til at have ham boende, selv om Peder bemærker, at hans hjem virker rodet og mere ligner en slagterbutik.
De går ned på den lokale beverding for at lægge en plan for fremtiden. På beverdingen møder de kvinden Ingelise Hamdrup (Hella Joof), der er indehaver af et indretningsfirma. Hun tilbyder at tage med hjem til Måvens og komme med forslag til, hvad der kan ændres i hans hjem, så han og Peder kan få et bedre udgangspunkt for deres liv. I slikbutikken ser hun straks en mulighed for et samtalekøkken. Umiddelbart efter ankommer arkitekten Ralf (Peter Oliver Hansen). Han ser desuden en mulighed for et badeværelse og to soveværelser. Ingelise og Peder kører ud for at ordne de dekorative indkøb, og imens prøver Ralf at få Måvens til at smide sine gamle ting ud. Meget mod sin vilje må Måvens smide alle sine ting ud på nær tre gennemsigtige plastikcharteks.
På 16. byggedag overhører Måvens en samtale mellem Ingelise og Ralf om, at han og Peder skal slås ihjel, så Måvens' hjem kan blive solgt til et velhavende ægtepar for fem millioner kroner. Peder skal køres ud over en stejl skrænt, og Måvens skal kvæles med de bare næver. Måvens indvier Peder i, hvad han har hørt, men Peder tror ham ikke.
På sidste byggedag tager Ingelise og Peder op på et nærliggende bjerg for at plukke en buket alpevioler. Ralf beder Måvens blive i slikbutikken og sige farvel til værktøjet, hvorpå han kører sin vej. Måvens følger efter og når op på bjerget i sidste øjeblik. Ingelise har overtalt Peder til at gå helt hen til kanten af skrænten, så han kan overvinde sin frygt, men Måvens får ham til at hoppe til side. I samme øjeblik kommer Ralf kørende, og da den eneste person han kan se er Ingelise, kører han ved et uheld ind i hende i stedet og mister herredømmet over bilen, så de begge styrter i afgrunden og omkommer. Peder er sønderknust, men Måvens muntrer ham op og får ham til at komme med tilbage.
Da det går op for Peder, at Ingelise og Ralf var ude på at slå ham og Måvens ihjel, går han egenhændigt i gang med at forvandle Måvens' slikbutik tilbage til dens oprindelige udseende. Radiospillet ender med, at de to venner sidder i de vante omgivelser og drikker kaffe og spiser småkager i godt humør.